# Lijst van voetbalinterlands Ghana - Oeganda
Deze lijst van voetbalinterlands is een overzicht van alle officiële voetbalwedstrijden tussen de nationale teams van Ghana en Oeganda. De landen speelden tot op heden dertien keer tegen elkaar. De eerste ontmoeting was een wedstrijd op 16 maart 1978 tijdens de Afrika Cup 1978 in Accra. Het laatste duel, een vriendschappelijke wedstrijd, werd gespeeld in Marrakesh (Marokko) op 26 maart 2024.

## Wedstrijden
| №  | Plaats      | Datum            | Competitie                   | Wedstrijd       | Uitslag |
| -- | ----------- | ---------------- | ---------------------------- | --------------- | ------- |
| 1  | Accra       | 16 maart 1978    | Afrika Cup 1978              | Ghana − Oeganda | 2 − 0   |
| 2  | Nairobi     | 25 oktober 2000  | Vriendschappelijk            | Ghana − Oeganda | 1 − 2   |
| 3  | Kampala     | 7 september 2002 | Afrika Cup 2004 kwalificatie | Oeganda − Ghana | 1 − 0   |
| 4  | Kumasi      | 22 juni 2003     | Afrika Cup 2004 kwalificatie | Ghana − Oeganda | 1 − 1   |
| 5  | Kampala     | 3 juli 2004      | WK 2006 kwalificatie         | Oeganda − Ghana | 1 − 1   |
| 6  | Kumasi      | 4 september 2005 | WK 2006 kwalificatie         | Ghana − Oeganda | 2 − 0   |
| 7  | Tamale      | 31 mei 2009      | Vriendschappelijk            | Ghana − Oeganda | 2 − 1   |
| 8  | Kumasi      | 6 september 2014 | Afrika Cup 2015 kwalificatie | Ghana − Oeganda | 1 − 1   |
| 9  | Kampala     | 15 november 2014 | Afrika Cup 2015 kwalificatie | Oeganda − Ghana | 1 − 0   |
| 10 | Tamale      | 7 oktober 2016   | WK 2018 kwalificatie         | Ghana − Oeganda | 0 − 0   |
| 11 | Port-Gentil | 17 januari 2017  | Afrika Cup 2017              | Ghana − Oeganda | 1 − 0   |
| 12 | Kampala     | 7 oktober 2017   | WK 2018 kwalificatie         | Oeganda − Ghana | 0 − 0   |
| 13 | Marrakesh   | 26 maart 2024    | Vriendschappelijk            | Oeganda − Ghana | 2 − 2   |

## Samenvatting
| Competitie              | Totaal gespeeld | Winst Ghana | Gelijk | Winst Oeganda | Doelsaldo Ghana – Oeganda |
| ----------------------- | --------------- | ----------- | ------ | ------------- | ------------------------- |
| WK-kwalificatie         | 4               | 1           | 3      | 0             | 3 − 1                     |
| Afrika Cup              | 2               | 2           | 0      | 0             | 3 − 0                     |
| Afrika Cup-kwalificatie | 4               | 0           | 2      | 2             | 2 − 4                     |
| Vriendschappelijk       | 3               | 1           | 1      | 1             | 5 − 5                     |
| Totaal                  | 13              | 4           | 6      | 3             | 13 − 10                   |

GFA · A-internationals · Selecties ·  Bondscoaches · Ghanees vrouwenelftal · Ghana U21 · Ghana U20 · Ghana U19 · Ghana U18 · Ghana U17
1950 – 1959 ·
1960 – 1969 ·
1970 – 1979 ·
1980 – 1989 ·
1990 – 1999 ·
2000 – 2009 ·
2010 – 2019 ·
2020 − 2029
WK 2006 ·
WK 2010 · 
WK 2014
OS 1964 · 
OS 1968 · 
OS 1972 · 
OS 1976 · 
OS 1992 · 
OS 1996 ·
OS 2004
1950 · 
1951 · 
1952 · 
1953 · 
1954 · 
1955 · 
1956 · 
1957 · 
1958 · 
1959 · 
1960 · 
1961 · 
1962 · 
1963 · 
1964 · 
1965 · 
1966 · 
1967 · 
1968 · 
1969 · 
1970 · 
1971 · 
1972 · 
1973 · 
1974 · 
1975 · 
1976 · 
1977 · 
1978 · 
1979 · 
1980 · 
1981 · 
1982 · 
1983 · 
1984 · 
1985 · 
1986 · 
1987 · 
1988 · 
1989 · 
1990 · 
1991 · 
1992 · 
1993 · 
1994 · 
1995 · 
1996 · 
1997 · 
1998 · 
1999 · 
2000 · 
2001 · 
2002 · 
2003 · 
2004 · 
2005 · 
2006 · 
2007 · 
2008 · 
2009 · 
2010 · 
2011 · 
2012 · 
2013 ·
2014 ·
2015 ·
2016 ·
2017 ·
2018 ·
2019 ·
2020 ·
2021 ·
2022 ·
2023
Algerije ·
Angola ·
Argentinië ·
Australië ·
Benin ·
Bosnië en Herzegovina ·
Botswana ·
Brazilië ·
Burkina Faso ·
Burundi ·
Canada ·
Centraal-Afrikaanse Republiek ·
Chili ·
China ·
Comoren ·
Congo-Brazzaville ·
Congo-Kinshasa ·
Cuba ·
DDR ·
Denemarken ·
Duitsland ·
Egypte ·
Engeland ·
Equatoriaal-Guinea ·
Eritrea ·
Ethiopië ·
Gabon ·
Gambia ·
Griekenland ·
Guinee ·
Guinee-Bissau ·
IJsland ·
India ·
Indonesië ·
Irak ·
Iran ·
Italië ·
Ivoorkust ·
Jamaica ·
Japan ·
Joegoslavië ·
Kaapverdië ·
Kameroen ·
Kenia ·
Lesotho ·
Letland ·
Liberia ·
Libië ·
Madagaskar ·
Malawi ·
Maleisië ·
Mali ·
Marokko ·
Mauritius ·
Mexico ·
Montenegro · 
Mozambique ·
Namibië ·
Nederland ·
Nicaragua ·
Nieuw-Zeeland ·
Niger ·
Nigeria ·
Noorwegen ·
Oeganda ·
Oostenrijk ·
Portugal ·
Qatar ·
Rusland ·
Rwanda ·
Saoedi-Arabië ·
Sao Tomé en Principe ·
Senegal ·
Servië ·
Sierra Leone ·
Singapore ·
Slovenië ·
Soedan ·
Somalië ·
Swaziland ·
Tanzania ·
Thailand ·
Togo ·
Tsjaad ·
Tsjechië ·
Tunesië ·
Turkije ·
Uruguay ·
Verenigde Staten ·
Zambia ·
Zimbabwe ·
Zuid-Afrika ·
Zuid-Korea ·
Zwitserland
Brazilië (2006) · 
Duitsland (2014) ·
Italië (2006) · 
Ivoorkust (2015) · 
Portugal (2014) ·
Servië (2010) · 
Tsjechië (2006) · 
Verenigde Staten (2006) · 
Verenigde Staten (2014)
FUFA · 
A-internationals · 
Oegandees vrouwenelftal
Algerije ·
Angola ·
Bahrein ·
Benin ·
Botswana ·
Burkina Faso ·
Burundi ·
Centraal-Afrikaanse Republiek ·
Comoren ·
Congo-Brazzaville ·
Congo-Kinshasa ·
Djibouti ·
Ecuador ·
Egypte ·
Eritrea ·
Ethiopië ·
Gabon ·
Gambia ·
Ghana ·
Guinee ·
Guinee-Bissau ·
IJsland ·
Irak ·
Iran ·
Ivoorkust ·
Jemen ·
Kaapverdië ·
Kameroen ·
Kenia ·
Koeweit ·
Lesotho ·
Libanon ·
Liberia ·
Libië ·
Madagaskar ·
Malawi ·
Mali ·
Marokko ·
Mauritanië ·
Mauritius ·
Moldavië ·
Mozambique ·
Namibië ·
Niger ·
Nigeria ·
Oezbekistan ·
Rwanda ·
Saoedi-Arabië ·
Sao Tomé en Principe ·
Senegal ·
Seychellen ·
Slowakije · 
Soedan ·
Somalië ·
Tadzjikistan ·
Tanzania ·
Togo ·
Tsjaad ·
Tunesië ·
Turkmenistan ·
Zambia ·
Zimbabwe ·
Zuid-Afrika ·
Zuid-Soedan